# Ivresse publique et manifeste en France
Pour les articles homonymes, voir IPM.

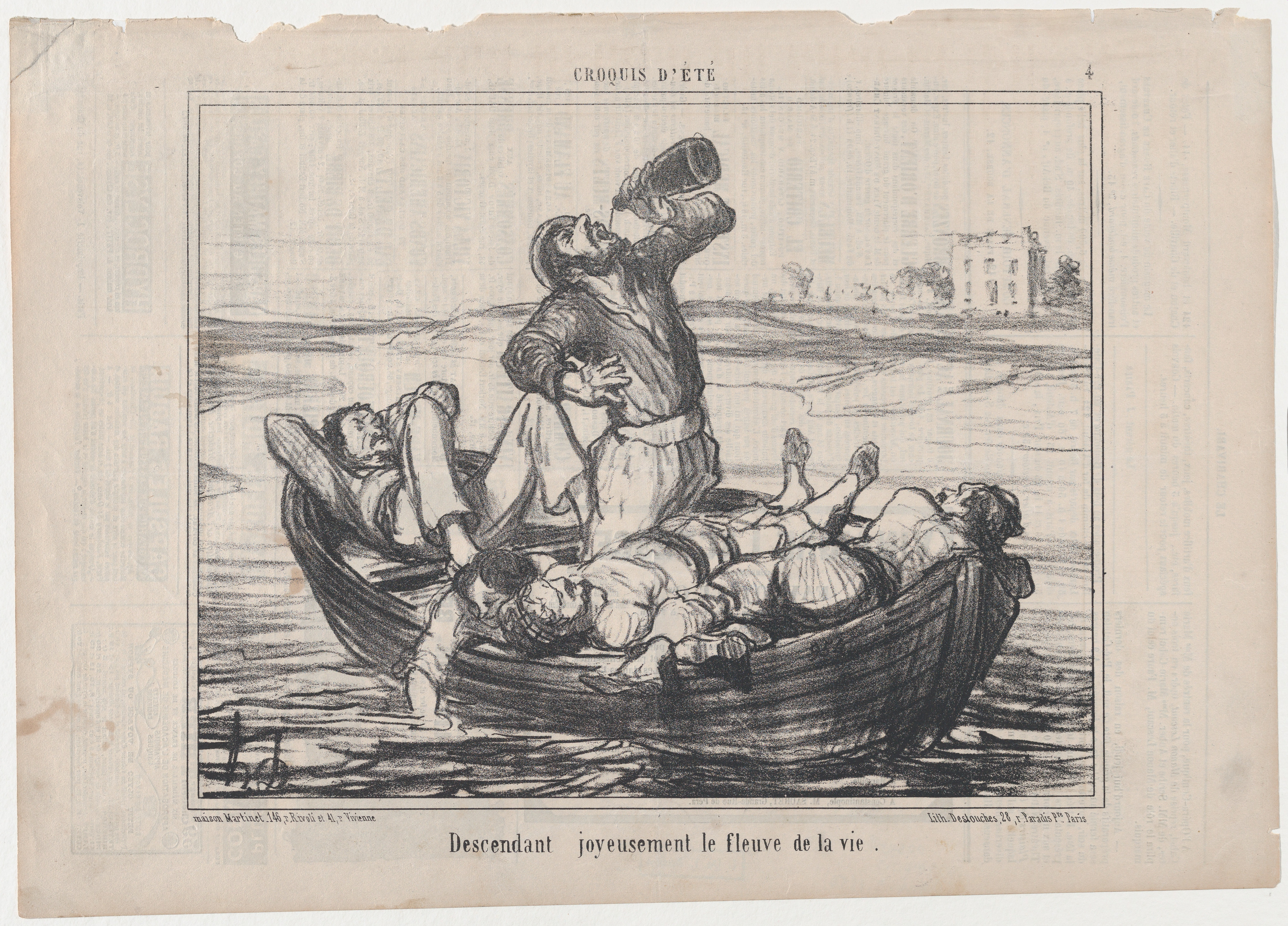
En route vers l'ivresse en 1856.

En droit pénal français, l'ivresse publique et manifeste (IPM) est une infraction prévue par le code de la santé publique réprimant l'état d'ébriété sur la voie publique. Cette infraction ne sanctionne pas un niveau d'alcool, mais un état alcoolique qui représente un risque pour d'autres personnes ou pour la personne ivre elle-même, et qui crée un trouble à l'ordre public.
Cette disposition est créée par la loi du 23 janvier 1873, appelée aussi loi Théophile Roussel établie sous la pression du courant hygiéniste. Elle a été incorporée à l'article L. 76 du code des débits de boisson par le décret du 8 février 1955, puis réaménagée, à plusieurs reprises, par voie de lois, d’ordonnances et de décrets. La procédure comporte en 2025 trois temps : un temps policier (interpellation, conduite à l'hôpital, placement en chambre de dégrisement, audition), un temps hospitalier qui s’est imposé au fil des ans (examen médical et délivrance d'un « bulletin de non-hospitalisation » lorsque l'état de la personne est compatible avec la rétention) et enfin, un temps judiciaire (réquisitions de l'officier du ministère public, décision du juge de proximité envers le contrevenant qui encourt une contravention de 2e classe).

## Éléments constitutifs
L'article L. 3341-1 du code de la santé publique dispose :
« Une personne trouvée en état d'ivresse dans les lieux publics est, par mesure de police, conduite à ses frais dans le local de police ou de gendarmerie le plus voisin ou dans une chambre de sûreté, pour y être retenue jusqu'à ce qu'elle ait recouvré la raison. »
— Article L. 3341-1 du Code la santé publique
L'article R. 3353-1 du même code dispose :
« Le fait de se trouver en état d'ivresse manifeste dans les lieux mentionnés à l'article L. 3341-1 est puni de l'amende prévue pour les contraventions de la 2e classe. »
— Article R. 3353-1 du Code la santé publique
La contravention demande donc, pour être constituée, la réunion d'une ivresse publique et d'une ivresse manifeste.

### Ivresse publique
La loi pose le principe général de la répression de l'ivresse dans les lieux publics, citant notamment des lieux particulièrement sujets à la manifestation de cas d'ivresse publique : « rues, chemins, places, cafés, cabarets ». Néanmoins, cette liste n'est pas limitative, et les forces de police peuvent constater l'infraction dans d'autres endroits publics.
La question a notamment été posée de savoir si une voiture pouvait être un tel lieu public. Le passager d'une voiture, à l'arrêt ou en mouvement, ne peut pas être sanctionné par cette contravention, car il se trouve en premier lieu à l'intérieur d'un véhicule privé, avant d'être sur la voie publique. Néanmoins, il a été jugé que l'article L3341-1 « ne distingue pas selon que l'individu circule à pied ou à l'aide d'un véhicule », ce qui n'empêche pas une répression sur le fondement de cet article pour un automobiliste.
Toutefois, le conducteur d'un véhicule peut être spécialement sanctionné pour une infraction de conduite en état d'ivresse, qui n'exige pas une ivresse sur la voie publique, ni une ivresse manifeste, mais une imprégnation alcoolique supérieure à l'alcoolémie autorisée. Il n'est, dès lors, pas possible de retenir un conducteur « jusqu'à ce qu'il ait recouvré ses esprits », hors du régime de la garde à vue, alors que l'ivresse publique n'a pas été constatée, et que le régime juridique de cette retenue n'a pas été défini.
En septembre 2023, le  gouvernement publie un nouveau décret exposant toute personne qui chasse en état d'ivresse à une amende de cinquième classe. Chasser en état d'ivresse n'était pas formellement interdit jusque-là, et toute intervention sur une propriété privée était impossible. L'objectif de cette loi est d'intégrer des codes de conduite plus stricts au sein des communautés de chasseurs pour éviter les accidents de chasse.

### Ivresse manifeste
Une ivresse manifeste est une ivresse notable et certaine. La jurisprudence a déterminé, de façon indicative, les contours de cette qualification : haleine sentant fortement l'alcool, propos incohérents, démarche titubante, perte d'équilibre, yeux vitreux, etc.

## Procédure
Le tribunal de police est compétent pour juger de cette contravention. Entre 2003 et 2017, le jugement de cette infraction relevait du tribunal de proximité.
Preuve
Comme tous les procès verbaux de contravention, ceux-ci font foi jusqu'à preuve du contraire. Néanmoins, la preuve contraire ne peut être un simple « doute ». Les agents constateurs doivent préciser dans leur procès-verbal les indices rendant manifeste l'ivresse.
Sanction
Comme le précise l'article R3353-1 du code de la santé publique, l'ivresse publique et manifeste est punie d'une contravention de deuxième classe. L'échelle des amendes contraventionelles est inscrite à l'article 131-13 du code pénal : la peine maximale encourue pour une contravention de deuxième classe est depuis le 1er avril 2005 une amende de 150 euros.
En Polynésie française, dans les îles Wallis et Futuna et en Nouvelle-Calédonie, l'action publique est éteinte de plein droit du fait du paiement d'une amende forfaitaire.

## Placement
Une fois constatée, l'ivresse publique doit être suivie par le placement de la personne ivre dans une cellule de dégrisement, jusqu'à ce qu'elle ait retrouvé ses pleines capacités. Il est nécessaire que l'ivresse soit manifeste : la loi fait obligation aux forces de police de procéder à ce placement, sans exiger une alcoolémie particulière, dès lors que l'ivresse est publique.
Il est à noter qu'une personne mineure ne peut être placée en chambre de sûreté. Son dégrisement est tout de même possible avec un maintien dans le service de police dans l'attente des parents.
Avant ce placement, la personne ivre doit être conduite par les agents devant un médecin du centre hospitalier le plus proche. Si le placement en cellule de dégrisement n'est pas possible (coma éthylique), la personne sera hospitalisée ; dans le cas contraire, le médecin délivre un certificat de non-hospitalisation, qui autorise les forces de police à placer la personne ivre dans une cellule de dégrisement. Ce certificat permet d'établir la compatibilité de l'état de la personne avec la mesure de police.
Le temps nécessaire au dégrisement est généralement de six heures mais peut être plus long, à l'appréciation des forces de l'ordre. De plus, celles-ci ne sont pas tenues d'effectuer une mesure de l'état d'imprégnation alcoolique de l'auteur.
Précisons que le placement en chambre de dégrisement n'est pas obligatoire, la personne ivre peut être remise à un tiers garant et responsable, puis convoquée ultérieurement pour être auditionnée.

### Distinction d'autres notions
Garde à vue
Le placement en chambre de sûreté n'est pas une garde à vue : la personne placée ne peut ainsi se prévaloir des dispositions des articles 63 et suivants du Code de procédure pénale (appel téléphonique à un proche ou à son employeur, entretien avec un avocat ou un médecin…). En revanche, la personne qui, après son placement en cellule de dégrisement, « a recouvré ses esprits » peut alors être placée en garde à vue.
Emprisonnement
De même, le placement n'est pas une mesure d'emprisonnement, mais une mesure de rétention administrative : le placement a lieu dans le commissariat de police le plus proche, sous la responsabilité de l'officier de police judiciaire, et non dans une maison d'arrêt, sous la responsabilité de l'administration pénitentiaire.